# Formula–1 belga nagydíj

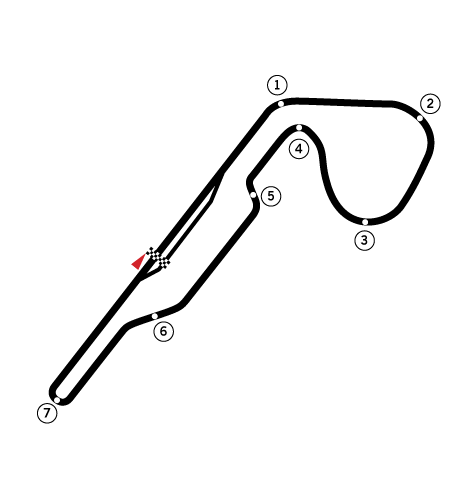
Nivelles-Baulers

Circuit Zolder

Az első belga nagydíjat már 1950 óta rendezik meg kisebb megszakításokkal, összesen eddig 52 alkalommal. A nagydíjat jelenleg az Ardennek hegységben fekvő Spa-Francorchampsi pályán rendezik, mely Stavelot város egyik kerülete. 1970-ig 18 alkalommal rendezték meg a nagydíjat. A nagy sebességű pályán 1969-ben nem rendezhettek versenyt, mert túl gyorsnak és veszélyesnek találták. 1970-ben a pályát átépítették, és a pálya hossza 7 kilométerre rövidült. 1983-ban ismét ezen a pályán rendezték a belga nagydíjakat, 1971 és 1983 között Zolder és Nivelles-Baulers adott otthont a futamoknak. 2025 januárjában a Formula–1 2031-ig meghosszabbította a belga nagydíj szerződését, azzal a kitétellel, hogy 2028-ban és 2030-ban nem rendezik meg a versenyt.

## Az eddigi győztesek
| Év   | Versenyző          | Konstruktőr             | Pálya             | Összefoglaló     |
| ---- | ------------------ | ----------------------- | ----------------- | ---------------- |
| 2031 |                    |                         | Spa-Francorchamps |                  |
| 2030 | Nem rendezik meg   | Nem rendezik meg        | Nem rendezik meg  | Nem rendezik meg |
| 2029 |                    |                         | Spa-Francorchamps |                  |
| 2028 | Nem rendezik meg   | Nem rendezik meg        | Nem rendezik meg  | Nem rendezik meg |
| 2027 |                    |                         | Spa-Francorchamps |                  |
| 2026 |                    |                         | Spa-Francorchamps |                  |
| 2025 | Oscar Piastri      | McLaren-Mercedes        | Spa-Francorchamps | Összefoglaló     |
| 2024 | Lewis Hamilton     | Mercedes                | Spa-Francorchamps | Összefoglaló     |
| 2023 | Max Verstappen     | Red Bull-RBPT           | Spa-Francorchamps | Összefoglaló     |
| 2022 | Max Verstappen     | Red Bull-RBPT           | Spa-Francorchamps | Összefoglaló     |
| 2021 | Max Verstappen     | Red Bull-Honda          | Spa-Francorchamps | Összefoglaló     |
| 2020 | Lewis Hamilton     | Mercedes                | Spa-Francorchamps | Összefoglaló     |
| 2019 | Charles Leclerc    | Ferrari                 | Spa-Francorchamps | Összefoglaló     |
| 2018 | Sebastian Vettel   | Ferrari                 | Spa-Francorchamps | Összefoglaló     |
| 2017 | Lewis Hamilton     | Mercedes                | Spa-Francorchamps | Összefoglaló     |
| 2016 | Nico Rosberg       | Mercedes                | Spa-Francorchamps | Összefoglaló     |
| 2015 | Lewis Hamilton     | Mercedes                | Spa-Francorchamps | Összefoglaló     |
| 2014 | Daniel Ricciardo   | Red Bull Racing-Renault | Spa-Francorchamps | Összefoglaló     |
| 2013 | Sebastian Vettel   | Red Bull Racing-Renault | Spa-Francorchamps | Összefoglaló     |
| 2012 | Jenson Button      | McLaren-Mercedes        | Spa-Francorchamps | Összefoglaló     |
| 2011 | Sebastian Vettel   | Red Bull Racing-Renault | Spa-Francorchamps | Összefoglaló     |
| 2010 | Lewis Hamilton     | McLaren-Mercedes        | Spa-Francorchamps | Összefoglaló     |
| 2009 | Kimi Räikkönen     | Ferrari                 | Spa-Francorchamps | Összefoglaló     |
| 2008 | Felipe Massa       | Ferrari                 | Spa-Francorchamps | Összefoglaló     |
| 2007 | Kimi Räikkönen     | Ferrari                 | Spa-Francorchamps | Összefoglaló     |
| 2006 | Nem rendeztek      | Nem rendeztek           | Nem rendeztek     | Nem rendeztek    |
| 2005 | Kimi Räikkönen     | McLaren-Mercedes        | Spa-Francorchamps | Összefoglaló     |
| 2004 | Kimi Räikkönen     | McLaren-Mercedes        | Spa-Francorchamps | Összefoglaló     |
| 2003 | Nem rendeztek      | Nem rendeztek           | Nem rendeztek     | Nem rendeztek    |
| 2002 | Michael Schumacher | Ferrari                 | Spa-Francorchamps | Összefoglaló     |
| 2001 | Michael Schumacher | Ferrari                 | Spa-Francorchamps | Összefoglaló     |
| 2000 | Mika Häkkinen      | McLaren-Mercedes        | Spa-Francorchamps | Összefoglaló     |
| 1999 | David Coulthard    | McLaren-Mercedes        | Spa-Francorchamps | Összefoglaló     |
| 1998 | Damon Hill         | Jordan-Mugen-Honda      | Spa-Francorchamps | Összefoglaló     |
| 1997 | Michael Schumacher | Ferrari                 | Spa-Francorchamps | Összefoglaló     |
| 1996 | Michael Schumacher | Ferrari                 | Spa-Francorchamps | Összefoglaló     |
| 1995 | Michael Schumacher | Benetton-Renault        | Spa-Francorchamps | Összefoglaló     |
| 1994 | Damon Hill         | Williams-Renault        | Spa-Francorchamps | Összefoglaló     |
| 1993 | Damon Hill         | Williams-Renault        | Spa-Francorchamps | Összefoglaló     |
| 1992 | Michael Schumacher | Benetton-Ford           | Spa-Francorchamps | Összefoglaló     |
| 1991 | Ayrton Senna       | McLaren-Honda           | Spa-Francorchamps | Összefoglaló     |
| 1990 | Ayrton Senna       | McLaren-Honda           | Spa-Francorchamps | Összefoglaló     |
| 1989 | Ayrton Senna       | McLaren-Honda           | Spa-Francorchamps | Összefoglaló     |
| 1988 | Ayrton Senna       | McLaren-Honda           | Spa-Francorchamps | Összefoglaló     |
| 1987 | Alain Prost        | McLaren-TAG             | Spa-Francorchamps | Összefoglaló     |
| 1986 | Nigel Mansell      | Williams-Honda          | Spa-Francorchamps | Összefoglaló     |
| 1985 | Ayrton Senna       | Lotus-Renault           | Spa-Francorchamps | Összefoglaló     |
| 1984 | Michele Alboreto   | Ferrari                 | Zolder            | Összefoglaló     |
| 1983 | Alain Prost        | Renault                 | Spa-Francorchamps | Összefoglaló     |
| 1982 | John Watson        | McLaren-Ford            | Zolder            | Összefoglaló     |
| 1981 | Carlos Reutemann   | Williams-Ford           | Zolder            | Összefoglaló     |
| 1980 | Didier Pironi      | Ligier-Ford             | Zolder            | Összefoglaló     |
| 1979 | Jody Scheckter     | Ferrari                 | Zolder            | Összefoglaló     |
| 1978 | Mario Andretti     | Lotus-Ford              | Zolder            | Összefoglaló     |
| 1977 | Gunnar Nilsson     | Lotus-Ford              | Zolder            | Összefoglaló     |
| 1976 | Niki Lauda         | Ferrari                 | Zolder            | Összefoglaló     |
| 1975 | Niki Lauda         | Ferrari                 | Zolder            | Összefoglaló     |
| 1974 | Emerson Fittipaldi | McLaren-Ford            | Nivelles          | Összefoglaló     |
| 1973 | Jackie Stewart     | Tyrrell-Ford            | Zolder            | Összefoglaló     |
| 1972 | Emerson Fittipaldi | Lotus-Ford              | Nivelles          | Összefoglaló     |
| 1971 | Nem rendeztek      | Nem rendeztek           | Nem rendeztek     | Nem rendeztek    |
| 1970 | Pedro Rodríguez    | BRM                     | Spa-Francorchamps | Összefoglaló     |
| 1969 | Nem rendeztek      | Nem rendeztek           | Nem rendeztek     | Nem rendeztek    |
| 1968 | Bruce McLaren      | McLaren-Ford            | Spa-Francorchamps | Összefoglaló     |
| 1967 | Dan Gurney         | Eagle-Weslake           | Spa-Francorchamps | Összefoglaló     |
| 1966 | John Surtees       | Ferrari                 | Spa-Francorchamps | Összefoglaló     |
| 1965 | Jim Clark          | Lotus-Climax            | Spa-Francorchamps | Összefoglaló     |
| 1964 | Jim Clark          | Lotus-Climax            | Spa-Francorchamps | Összefoglaló     |
| 1963 | Jim Clark          | Lotus-Climax            | Spa-Francorchamps | Összefoglaló     |
| 1962 | Jim Clark          | Lotus-Climax            | Spa-Francorchamps | Összefoglaló     |
| 1961 | Phil Hill          | Ferrari                 | Spa-Francorchamps | Összefoglaló     |
| 1960 | Jack Brabham       | Cooper-Climax           | Spa-Francorchamps | Összefoglaló     |
| 1959 | Nem rendeztek      | Nem rendeztek           | Nem rendeztek     | Nem rendeztek    |
| 1958 | Tony Brooks        | Vanwall                 | Spa-Francorchamps | Összefoglaló     |
| 1957 | Nem rendeztek      | Nem rendeztek           | Nem rendeztek     | Nem rendeztek    |
| 1956 | Peter Collins      | Lancia-Ferrari          | Spa-Francorchamps | Összefoglaló     |
| 1955 | Juan Manuel Fangio | Mercedes-Benz           | Spa-Francorchamps | Összefoglaló     |
| 1954 | Juan Manuel Fangio | Maserati                | Spa-Francorchamps | Összefoglaló     |
| 1953 | Alberto Ascari     | Ferrari                 | Spa-Francorchamps | Összefoglaló     |
| 1952 | Alberto Ascari     | Ferrari                 | Spa-Francorchamps | Összefoglaló     |
| 1951 | Giuseppe Farina    | Alfa Romeo              | Spa-Francorchamps | Összefoglaló     |
| 1950 | Juan Manuel Fangio | Alfa Romeo              | Spa-Francorchamps | Összefoglaló     |

## Legsikeresebb versenyzők
| Győzelmek | Versenyző          | Győztes évek                       |
| --------- | ------------------ | ---------------------------------- |
| 6         | Michael Schumacher | 1992, 1995, 1996, 1997, 2001, 2002 |
| 5         | Ayrton Senna       | 1985, 1988, 1989, 1990, 1991       |
| 5         | Lewis Hamilton     | 2010, 2015, 2017, 2020, 2024       |
| 4         | Jim Clark          | 1962, 1963, 1964, 1965             |
| 4         | Kimi Räikkönen     | 2004, 2005, 2007, 2009             |
| 3         | Juan Manuel Fangio | 1950, 1954, 1955                   |
| 3         | Damon Hill         | 1993, 1994, 1998                   |
| 3         | Sebastian Vettel   | 2011, 2013, 2018                   |
| 3         | Max Verstappen     | 2021, 2022, 2023                   |
| 2         | Alberto Ascari     | 1952, 1953                         |
| 2         | Emerson Fittipaldi | 1972, 1974                         |
| 2         | Niki Lauda         | 1975, 1976                         |
| 2         | Alain Prost        | 1983, 1987                         |